# أيوب نناح
أيوب ناناح (ولد في 13 نوفمبر 1992 في الدار البيضاء)، هو لاعب كرة قدم مغربي يلعب في مركز الهجوم مع نادي زاخو العراقي لموسم 2023-2024.

## سيرة
بدأ أيوب ناناح مسيرته مع رشاد البرنوصي، نادي في الدرجة الثانية. في يناير 2014، انتقل إلى نادي الدفاع الجديدي، الذي يلعب في القسم الأول، وفي يناير 2019 انتقل إلى نادي الرجاء الرياضي.
لعب سنة 2014  لصالح منتخب المغرب لكرة القدم للمحليين وسجل 3 أهداف في 5 مباريات.

## الإنجازات
- كأس السوبر الأفريقي: 1

الفائز: 2019

## روابط خارجية
- أيوب نناح على موقع قاعدة بيانات كرة القدم.إي يو (الإنجليزية)